# هانو-والتر کروفت
هانو-والتر کروفت (آلمانی: Hanno-Walter Kruft،‏ ۲۲ ژوئن ۱۹۳۸ در دوسلدورف - ۱۰ سپتامبر ۱۹۹۳) تاریخ‌نگار هنر اهل آلمان و عضو آکادمی علوم و علوم انسانی باواریا بود.
از آثار او می‌توان به تاریخ نظریهٔ معماری از ویتروویوس تا کنون اشاره کرد که توسط نشر معماری پرینستون به چاپ رسیده‌است.